# Jamtara
Jamtara (en hindi: जामताड़ा ) es una localidad de la India, centro administrativo del distrito de Jamtara en el estado de Jharkhand.

## Geografía
Se encuentra a una altitud de 174 m s. n. m. a 238 km de la capital estatal, Ranchi, en la zona horaria UTC +5:30.

## Demografía
Según estimación 2010 contaba con una población de 27 147 habitantes.